# Desperados III

Desperados III est un jeu vidéo de tactique en temps réel développé par Mimimi Games et édité par THQ Nordic. Il est sorti le 16 juin 2020 pour Microsoft Windows, PlayStation 4 et Xbox One.

## Système de jeu
A la manière de la série de jeu Commandos éditée par Eidos au début des années 2000, le joueur évolue en temps réel dans de grandes cartes, et doit combiner les capacités de plusieurs personnages jouables (5 au maximum) pour accomplir des objectifs attribués en début de mission.
La diversité des décors de l'Ouest Américain, théâtre de l'action, permet au joueur de diversifier son approche : si l'usage de la violence est possible, voir indispensable dans certains cas (élimination d'une cible particulière, par exemple), le joueur peut, à l'inverse, adopter une approche totalement furtive, en se contentant de neutraliser les cibles (coup de poing, séduction) et en les dissimulant dans le décor. 
A noter que le jeu place volontairement les protagonistes (les personnages jouables) dans des situations dangereuses et/ou complexes du fait d'un nombre important d'ennemis à l'écran et de ressources limitées (armes notamment). A noter également qu'il existe plusieurs types d'ennemis, plus ou moins capables de résister aux actions et aux capacités des personnages : 
- Les Gardes "de base" qui sont sensibles à quasiment toutes les capacités des personnages et ne disposent pas de PV supplémentaires.
- Les "Ponchos" qui ne se laisseront jamais distraire par les actions des personnages, mais qui ne sont pas plus forts que les gardes "de base".
- Les "Longs-Manteaux" qui sont non seulement plus vigilants et plus forts que les gardes de base, mais aussi quasi-insensibles aux actions des personnages. Ils constituent en quelque sorte, les ennemis d'élites du jeu.
Pour rendre son approche la plus efficace possible, le joueur peut également utiliser un mode tactique qui gèle le temps et lui permet de programmer à l'avance les actions de plusieurs personnages jouables, rendant ainsi leurs actions simultanées. De même, afin de rester hors de vue, un outil permet au joueur de voir le champ de vision des ennemis en temps réel.

## Synopsis
Il s'agit d'une préquelle au premier jeu de la série (Desperados: Wanted Dead or Alive).
Dans les années 1870, en plein Far-West, le chasseur de primes John Cooper est à la recherche de Frank, le meurtrier de son père. Après un voyage en train mouvementé, il arrive dans la petite ville de Flagstone et apprend assez vite que la compagnie DeVitt, qui participe à l'expansion du chemin de fer dans la région, a engagé Frank comme homme de main, et rachète de gré ou de force les terrains et propriétés intéressant ses projets.
En cherchant à se rapprocher de sa cible et au gré de nombreuses péripéties, Cooper fera la connaissance de plusieurs personnes qui deviendront ses amis, et l'aideront à se venger : l'étrange Docteur McCoy, un chasseur de primes Ecossais cynique et nonchalant, Kate O'Hara, une séduisante femme promise au maire corrompu de Flagstone ou encore le colosse Hector Mendoza.